# Aparallactus modestus
Aparallactus modestus (engelska: "Western Forest Centipede-eater” eller “giant Centipede-eater") är en ormart inom familjen stilettormar som tillhör släktet tusenfotingssnokar.

## Kännetecken
Ormen är giftig, men saknar större tänder. Ormen är ganska stor för att vara en tusenfotingssnok, med en längd på 35-65 centimeter. Den har en grov kropp med en kort svans och trubbig nos. Vuxna exemplar är blå-gröna i färgen. Fjällen kan vara ljusare i kanterna. Juvenilerna har en ljus strimma som går ner från huvudet och ut över ryggen på ormen, men denna försvinner ganska fort när ormen växer.

## Utbredning
Centralafrikanska republiken, Uganda, Kongo-Kinshasa, Kamerun, Nigeria, Togo, Benin, Ghana, Elfenbenskusten, Sierra Leone och Gabon.

## Levnadssätt
Specialiserad på tusenfotingar som de andra arterna i släktet men föredrar hellre jordmaskar. Trivs i skogarna i Kongobäckenet, begränsad till vissa skogsområden i den nordvästra regionen. Fortplantningen är ovipar och honan lägger 4-7 ägg.

### Tryckt litteratur
- A photographic guide to snakes, other reptiles and amphibians of East Africa, s.66.